# Cornelius Dolabella
Dolabella var namnet på en familj tillhörande gens Cornelia.

## Kända medlemmar
- Gnaeus Cornelius Dolabella (konsul 159 f.Kr.), romersk politiker
- Gnaeus Cornelius Dolabella (konsul 81 f.Kr.), romersk politiker
- Gnaeus Cornelius Dolabella (praetor 81 f.Kr.), romersk politiker
- Gnaeus Cornelius Dolabella (död 69 e.Kr.), romersk patricier, släkting till kejsar Galba
- Lucius Cornelius Dolabella (amiral), romersk militär
- Lucius Cornelius Dolabella (praetor 100 f.Kr.), romersk politiker
- Publius Cornelius Dolabella (konsul 283 f.Kr.), romersk politiker
- Publius Cornelius Dolabella (praetor 69 f.Kr.), romersk politiker
- Publius Cornelius Dolabella (konsul 44 f.Kr.),  romersk politiker
- Publius Cornelius Dolabella (konsul 35 f.Kr.), romersk politiker
- Publius Cornelius Dolabella (konsul 10 e.Kr.),  romersk politiker
- Publius Cornelius Dolabella (konsul 55 e.Kr.), romersk politiker
- Servius Cornelius Dolabella Petronianus, romersk politiker, konsul 86 e.Kr.
- Servius Cornelius Dolabella Metilianus Pompeius Marcellus, romersk politiker, konsul 113 e.Kr.